# Zomicarpa
Zomicarpa, biljni rod iz porodice kozlačevki smješten u tribus Caladieae, dio potporodice Aroideae.
To su mali gomoljasti geofiti sa šumskog tla u tropskoj kišnoj šumi iz sjeveroistočnog Brazila . Priznate su dvije vrste. 

## Vrste
1. Zomicarpa pythonium (Mart.) Schott
2. Zomicarpa steigeriana Maxim. ex Schott